# Referendo sobre energia nuclear na Lituânia em 2008
O referendo sobre energia nuclear na Lituânia em 2008 foi realizado em 12 de outubro, simultaneamente com as eleições parlamentares. Seu objetivo foi saber se a Central Nuclear de Ignalina seria ou não fechada, e seus reatores desativados já que este é o almejo da União Europeia. "Os resultados do referendo são extremamente importantes para a Lituânia. Se o povo se pronunciar contra seu fechamento em 2009, isso facilitará muito as negociações" do país com a UE, afirmou Kirkilas, que revelou ter votado a favor da exploração. Ignalina gera 80% da electricidade do país. Bruxelas diz que a central não é segura.

## Resultados e participação
A alta taxa de abstenção, foi considerada alta, em média, alcançou a casa dos 60%. A vitória do sim era esperada, mas o referendo pode não ser válido, uma vez que a taxa de participação ficou abaixo dos 50%
“O problema é que se a Lituânia fechar a central nuclear de Ignalina, com os preços actuais do gás e do petróleo, nós ficaremos muito mais dependentes da Rússia em termos de abastecimento energético. Uma das formas de manter a nossa independência da Rússia em termos de segurança é Ignalina”, defende o analista político Arturas Racas..
Após a apuração dos votos, a usina nuclear será fechada, conforme o cumprimento do tratado com a União Europeia.